# الدين في فيلادلفيا
الدين في فيلادلفيا  (2014)
يوجد في فيلادلفيا عدد من مراكز العبادة للعديد من الديانات. وفقًا لمركز بيو للأبحاث، فإن الديانة الأكثر ممارسة في فيلادلفيا هي المسيحية بنسبة 68% (41% البروتستانتية و26% الكاثوليكية)، تليها اللادينية بنسبة 24%، واليهودية بنسبة 3%، والديانات الأخرى بنسبة 5%.

## المسيحية
المسيحية هي الديانة السائدة في مدينة فيلادلفيا. وفقًا لدراسة أجراها مركز بيو للأبحاث عام 2014، عرّف ما يصل إلى 68% من سكان المدينة أنفسهم كمسيحيين. لكن هذه النتائج غير رسمية.
يوجد أكثر من 65 كنيسة مسيحية في منطقة فيلادلفيا.

## الإسلام
ومع الهجرة من الشرق الأوسط والقرن الأفريقي وغرب أفريقيا وباكستان وبنغلاديش والهند، شهد الإسلام نموًا هائلاً في فيلادلفيا. تعيش أكبر تجمعات المسلمين في الأجزاء الشمالية الشرقية والشمالية ووسط المدينة، وغرب فيلادلفيا، وتمتد إلى الضواحي القريبة. كما نما مجتمع المسلمين الأمريكيين من أصل أفريقي في فيلادلفيا بشكل كبير خلال العقد الماضي، وغالبًا ما يُنظر إليه على أنه مركز ثقافي للمسلمين الأمريكيين من أصل أفريقي في جميع أنحاء البلاد. وبحسب العديد من الإحصائيات، فقد تفوقت فيلادلفيا على ديترويت ومدينة نيويورك لتصبح المنطقة الحضرية الأمريكية التي تضم أعلى نسبة من المسلمين.